# Inazuma Eleven
Inazuma Eleven (イナズマイレブン Inazuma Irebun?, "Blixt elva") är ett RPG och sportspel till Nintendo DS, utvecklat av Level-5. Det släpptes av Level-5 den 22 augusti 2008 i Japan, och av Nintendo den 29 januari 2011 i Europa, bortsett från i Storbritannien, där spelet inte släpptes förrän den 26 augusti 2011.
Efter spelets lansering, har det fått två uppföljare till Nintendo DS, och en spinoff till Wii. En Inazuma Eleven-manga baserad på spelet började publiceras i Coro Coro Comic den 15 maj 2008, och en anime utvecklad av OLM började sändas på TV den 5 oktober samma år. Utöver detta, så har Mitsui skapat ett samlarkortspel baserat på Inazuma Eleven.